# Thelaira leucozona
Thelaira leucozona är en tvåvingeart som först beskrevs av Georg Wolfgang Franz Panzer 1809.  Thelaira leucozona ingår i släktet Thelaira och familjen parasitflugor. Inga underarter finns listade i Catalogue of Life.